# Jaime Romero
Jaime Romero (Valdeganga, 31 de julho de 1990) é um futebolista espanhol que atua como meio-campo. Atualmente, joga pelo Qarabağ.

## Carreira
Jaime Romero começou a carreira no Albacete Balompié.